# 上今市駅
上今市駅（かみいまいちえき）は、栃木県日光市今市にある東武鉄道日光線の駅である。駅番号はTN 24。

## 歴史
- 1929年（昭和4年）10月1日 - 日光線全線開通と同時に開業[1]。
- 1973年（昭和48年）9月1日 - 駅無人化（簡易委託開始）。
- 1995年（平成7年）頃 - 駅舎を改築。
- 2012年（平成24年）3月17日 - TN 24の駅ナンバリングを導入。

## 駅構造
相対式ホーム2面2線を有する地上駅。駅舎には水車がある。駅員無配置駅である。以前は簡易委託駅で、乗車券は駅前商店にて東武日光までと、日光線下小代、鬼怒川線大桑までの区間を発売していたが、2012年で終了。トイレは改札内外の双方に設置されており、改札外には多目的トイレを併設している。
日光市杉並木公園ギャラリーが併設されている駅舎は1番線ホーム側にあり、2番線ホームとは跨線橋により連絡している。2番線ホームには北口があるが、駅舎は設置されていない。

### のりば
| 番線 | 路線   | 方向 | 行先 |
| ---- | ------ | ---- | --- |
| 1    | 日光線 | 下り | 東武日光行き |
| 2    | 日光線 | 上り | 下今市・新栃木・ 鬼怒川線鬼怒川温泉・■野岩鉄道線 会津高原尾瀬口・ ■会津鉄道線 会津田島方面・ 東武スカイツリーライン 北千住・とうきょうスカイツリー・浅草方面 |

- 上記の路線名は旅客案内上の名称（「東武スカイツリーライン」は愛称）で表記している。

## 利用状況
2024年度の1日平均乗降人員は110人である。日光線の駅では板荷駅に次いで乗降人員が少ない。
近年の1日平均乗降人員の推移は下表の通り。
| 年度               | 1日平均 乗降人員 | 出典        |
| ------------------ | ---------------- | ----------- |
| 1998年（平成10年） | 123              |             |
| 1999年（平成11年） | 121              |             |
| 2000年（平成12年） | 119              |             |
| 2001年（平成13年） | 104              | [ 東武 3 ]  |
| 2002年（平成14年） | 105              | [ 東武 4 ]  |
| 2003年（平成15年） | 101              | [ 東武 5 ]  |
| 2004年（平成16年） | 118              | [ 東武 6 ]  |
| 2005年（平成17年） | 120              | [ 東武 7 ]  |
| 2006年（平成18年） | 121              | [ 東武 8 ]  |
| 2007年（平成19年） | 150              | [ 東武 9 ]  |
| 2008年（平成20年） | 164              | [ 東武 10 ] |
| 2009年（平成21年） | 167              | [ 東武 11 ] |
| 2010年（平成22年） | 150              | [ 東武 12 ] |
| 2011年（平成23年） | 139              | [ 東武 13 ] |
| 2012年（平成24年） | 131              | [ 東武 14 ] |
| 2013年（平成25年） | 131              | [ 東武 15 ] |
| 2014年（平成26年） | 133              | [ 東武 16 ] |
| 2015年（平成27年） | 115              | [ 東武 17 ] |
| 2016年（平成28年） | 098              | [ 東武 18 ] |
| 2017年（平成29年） | 101              | [ 東武 19 ] |
| 2018年（平成30年） | 118              | [ 東武 20 ] |
| 2019年（令和元年） | 103              | [ 東武 21 ] |
| 2020年（令和02年） | 072              | [ 東武 22 ] |
| 2021年（令和03年） | 085              | [ 東武 23 ] |
| 2022年（令和04年） | 093              | [ 東武 24 ] |
| 2023年（令和05年） | 109              | [ 東武 25 ] |
| 2024年（令和06年） | 110              | [ 東武 1 ]  |

## 駅周辺
- 日光市今市文化会館
  - 日光市中央公民館
  - 日光市勤労青少年ホーム
- 日光市報徳今市振興会館
- 日光労働基準監督署
- 宇都宮地方法務局日光支局
- 今市郵便局
- 杉並木公園
- 関東自動車今市営業所
- 日光市社会福祉協議会
- 日光市災害ボランティアセンター：災害時に、日光市社会福祉協議会内に設置

## バス路線
最寄りのバス停は「上今市」停留所である。国道119号に設置されており、以下の路線バスやコミュニティバスが発着する。
- 日光市営バス（関東自動車に運行委託）
  - 下野大沢線[バス 1]：JR下野大沢駅 / 今市車庫
  - 下小林線[バス 2]：下小林 / 今市車庫

- 関東自動車
  - 01[バス 3]：JR宇都宮駅 / 日光東照宮

## 隣の駅
東武鉄道
 日光線
■急行
通過
■普通
下今市駅 (TN 23) - 上今市駅 (TN 24) - 東武日光駅 (TN 25)